# Robert Gascoyne-Cecil, 5. Marquess of Salisbury

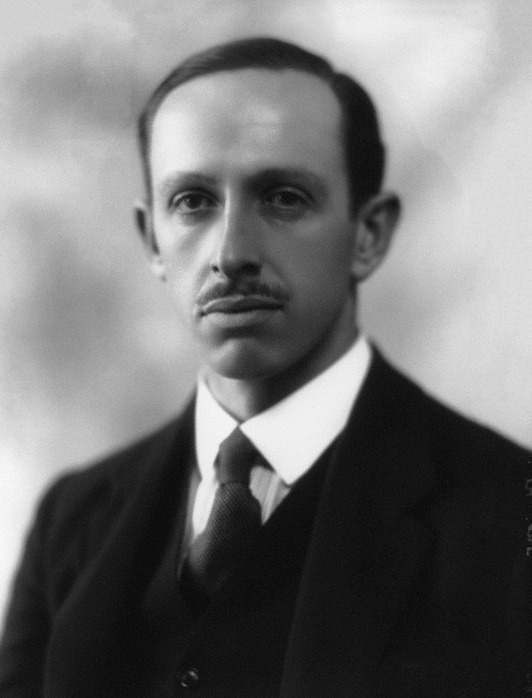
Robert Gascoyne-Cecil, 1927

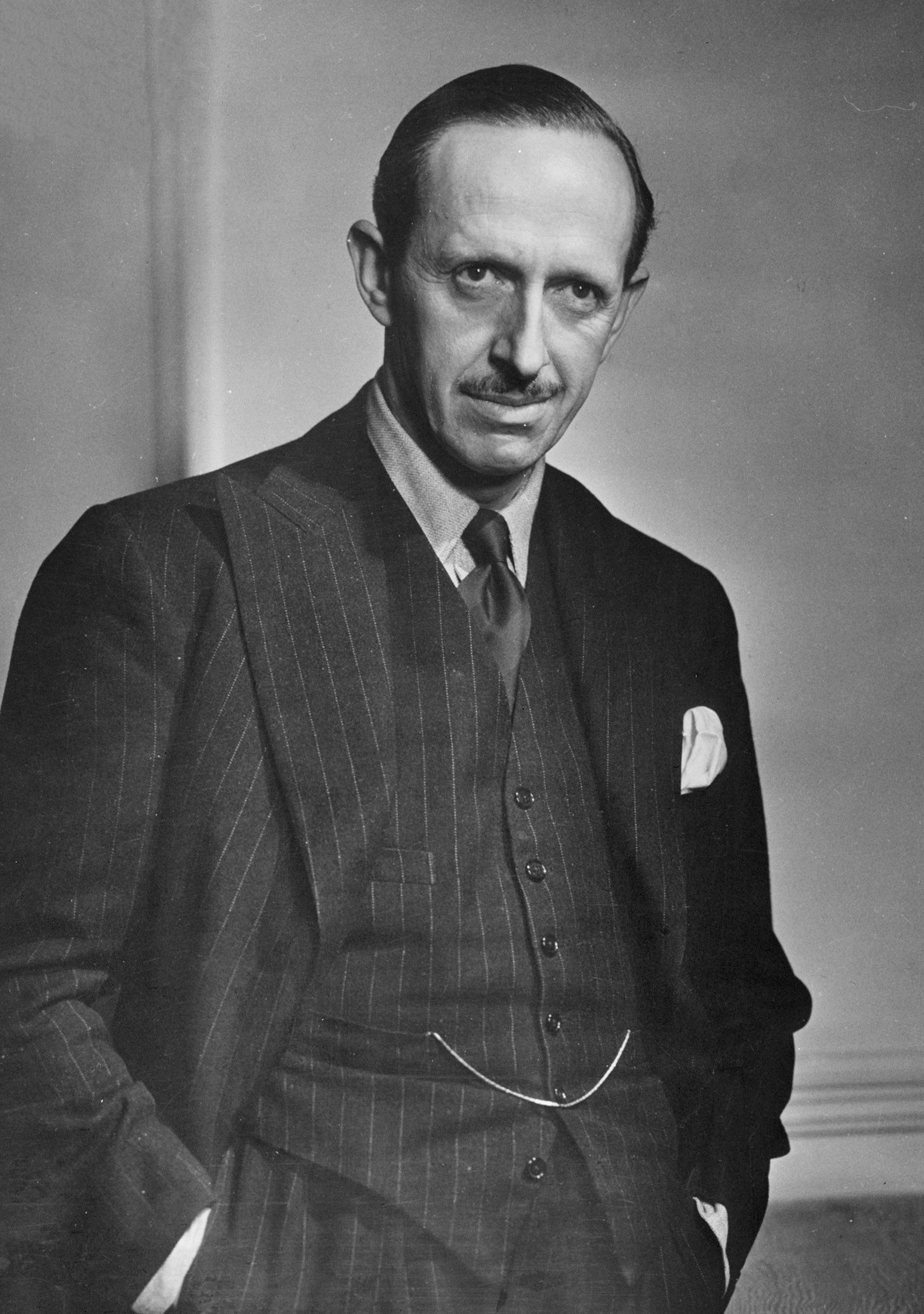
Robert Gascoyne-Cecil, 1947

Robert Arthur James Gascoyne-Cecil, 5. Marquess of Salisbury KG PC (* 27. August 1893 in Hatfield House, Hertfordshire; † 23. Februar 1972) war ein britischer Peer und Politiker der Conservative Party. Von 1903 bis 1947 führte er den Höflichkeitstitel Viscount Cranborne.

## Biografie

In Churchills Koalitionsregierung; (stehend, dritter von links)

Der Sohn von James Gascoyne-Cecil, 4. Marquess of Salisbury, und Enkel des früheren Premierministers Robert Gascoyne-Cecil, 3. Marquess of Salisbury, absolvierte seine Ausbildung am Eton College und der University of Oxford.
Seine politische Laufbahn begann er 1929, als er als Kandidat der Conservative Party zum Abgeordneten des House of Commons gewählt wurde. Dort vertrat er bis 1935 die Interessen des Wahlkreises South Dorset. 1935 wurde er in der Regierung von Premierminister Stanley Baldwin zum Parliamentary Under-Secretary of State for Foreign Affairs im Außenministerium (Foreign Office) ernannt. 1938 trat er zusammen mit Außenminister Anthony Eden aus Protest gegen die Appeasement-Politik gegenüber Benito Mussolini zurück.
Zu Beginn der Amtszeit von Premierminister Winston Churchill wurde er 1940 in dessen Kriegsregierung zunächst Generalzahlmeister (Paymaster General) sowie Secretary of State for Dominion Affairs, sich selbst verwaltenden Kolonien des Britischen Reiches. 1941 wurde er dann Mitglied des Oberhauses (House of Lords), indem er durch Writ of Acceleration vorzeitig einen nachgeordneten Titel seines Vaters als 11. Baron Cecil übertragen bekam, sowie Kolonialminister (Secretary of State for the Colonies) und von 1942 bis 1943 Lordsiegelbewahrer. Von 1942 bis 1945 war er Leader of the House of Lords, gleichbedeutend mit Mehrheitsführer im Oberhaus. Im April 1945 gehörte er der Delegation bei der Konferenz von San Francisco an, die später zur Gründung der Vereinten Nationen (UN) führte.
Während der Regierung der Labour Party unter Premierminister Clement Attlee war er zwischen 1945 und 1951 Oppositionsführer im Oberhaus und damit das Pendant zu Winston Churchill, der Leader of the Opposition des Unterhauses war. In dieser Funktion war er maßgeblich an der Gesetzgebung für wirtschaftliche und politische Reformen beteiligt, zumal die Conservative Party im Oberhaus über die Mehrheit verfügte.
Nach dem Wahlsieg der Konservativen wurde er 1951 von Premierminister Churchill zunächst zum  Secretary of State for Commonwealth Relations ernannt. Ein Jahr später wurde er jedoch 1952 Lord President of the Council und behielt dieses Amt auch unter dem 1955 Churchill nachfolgenden Premierminister Eden bis 1957. Zugleich war er zwischen 1951 und 1957 auch erneut Leader of the House of Lords und damit Vorsitzender der Regierungsfraktion im Oberhaus. In dieser Funktion versuchte er innerhalb seiner Möglichkeiten, Reformen in dieser Parlamentskammer durchzusetzen.
Bei der Krönungsprozession 1953 war er Träger des Staatsschwertes (Great Sword of State), einem Teil der Kronjuwelen. Nach Edens Rücktritt votierte Salisbury (wie die meisten anderen Kabinettsmitglieder auch) für Schatzkanzler Harold Macmillan als Nachfolger, der sich im Nachfolgestreit gegen Lordsiegelbewahrer Richard Austen Butler durchsetzte.
Wenige Monate später trat er im April 1957 von seinem Amt als Lord President aus Protest gegen die Aufhebung der Verbannung von Erzbischof Makarios III. von Zypern zurück. Danach opponierte Salisbury gegen Macmillans Politik, die aus seiner Sicht zu weit linksgerichtet war. 1961 nahm er die Präsidentschaft des Conservative Monday Club an, eine rechtsgerichtete Interessengruppe, die sich gegen die Dekolonisierung und Massenimmigration wandte.
Von November 1951 bis 1972 war er Kanzler der University of Liverpool. Im Februar 1972 verstarb er; sein einziger Sohn Robert erbte seinen Titel.

## Auszeichnungen
Für seine Verdienste wurde er unter anderem 1944 als Knight Companion in den Hosenbandorden aufgenommen. Von 1960 bis 1972 war er Kanzler dieses Ordens.